# Parafia św. Jakuba Starszego Apostoła w Debrzycy
Parafia Świętego Jakuba Starszego Apostoła w Debrzycy – parafia rzymskokatolicka, znajdująca się w diecezji opolskiej, w dekanacie Głubczyce.
Parafię obsługuje proboszcz parafii Ścięcia św. Jana Chrzciciela w Grobnikach.